# The Quarrymen
The Quarrymen (parfois écrit The Quarry Men) est un groupe de skiffle et de rock 'n' roll formé à Liverpool par John Lennon, pendant l'été 1956, avec plusieurs amis d'école. Les Quarrymen se sont baptisés d'après la Quarry Bank Grammar School, à laquelle Lennon et la plupart des autres membres du groupe étaient inscrits. Paul McCartney (en 1957) puis George Harrison (en 1958) rejoignent le groupe, qui évoluera pour devenir les Beatles.

## Histoire

### Formation et débuts
John Lennon commença à s'enthousiasmer pour le rock 'n' roll avec Bill Haley and His Comets et le titre Rock Around the Clock en janvier 1955, puis avec le hit d'Elvis Presley Heartbreak Hotel en avril 1956. Les adolescents anglais du milieu des années 1950 qui voulaient réaliser le même genre de musique mais n'avaient pas d'expérience ou d'entraînement s'intéressèrent à une nouvelle forme de musique spécifique à l'Angleterre, le skiffle. C'était un hybride de folk, de blues et de Hillbilly, avec des touches de rock 'n' roll primitif. Son intérêt principal était qu'il ne nécessitait pas d'aptitudes musicales exceptionnelles ou d'instruments coûteux. C'était de la musique « faite-maison » qui pouvait être jouée par à peu près n'importe qui. Le joueur de skiffle ayant eu le plus de succès durant la période 1955-1957 était Lonnie Donegan, dont John Lennon appréciait particulièrement la musique.
Quand John Lennon réalisa qu'il voulait faire sa propre musique, il décida de lancer un groupe de skiffle. Il commença par recruter son meilleur ami, Pete Shotton. Lennon était au chant et à la guitare, tandis que Shotton jouait du washboard, un instrument de percussion utilisé pour la rythmique. Après une semaine d'existence sous le nom « The Black Jacks », ils se rebaptisèrent « The Quarrymen » (parce qu'un autre groupe de skiffle plus connu utilisait déjà ce nom). Une semaine plus tard, ils recrutèrent un autre ami d'école, Bill Smith, pour jouer de la tea-chest bass, une basse à une corde faisant résonner une caisse à thé, et ce en dépit des réticences de Shotton qui s'était battu avec lui.
Les compétences musicales de Bill Smith étaient aussi limitées que celles de Pete Shotton, et il fut bientôt renvoyé à l'arrière-plan lorsque deux autres amis d'école, Rod Davis et Eric Griffiths, respectivement au banjo et à la guitare, rejoignirent le groupe, étant assez doués avec leurs instruments. Bill Smith finira d'ailleurs par être remplacé par Len Garry. Après avoir recruté Colin Hanton pour jouer de la batterie (cet instrument était inhabituel chez un groupe de skiffle), les Quarrymen commencèrent à jouer sur diverses scènes de Liverpool.
Le samedi 6 juillet 1957, le groupe joua à "St. Peter's Church" à l'occasion d'une garden-party. Après le set, Ivan Vaughan, un ami de Lennon qui participait à l'événement avec un autre de ses amis, Paul McCartney, présenta ses deux camarades l'un à l'autre. Lennon et McCartney parlèrent quelques minutes pendant que le groupe se préparait au second set, et McCartney fit une démonstration royale à la guitare devant Lennon, en lui jouant Twenty Flight Rock d'Eddie Cochran, Be-Bop-A-Lula de Gene Vincent et un medley des tubes de Little Richard. Après le spectacle, Lennon et Pete Shotton discutèrent de leur rencontre avec ce jeune ami d'Ivan Vaughan, et Lennon finit par proposer à McCartney de les rejoindre dans le groupe. Deux semaines plus tard, Pete rencontra  McCartney qui faisait du vélo, et lui transmit l'invitation.
Nigel Walley, un ami qui avait brièvement joué de la tea-chest bass dans le groupe, jouait le rôle de manager. Il garantit aux Quarrymen une réservation au "Lee Park Golf Club" de Liverpool. Alan Sytner, gérant du Cavern Club, était membre du club de golf. Le groupe put ainsi apparaître à plusieurs reprises dans ce qu'on appelait les Skiffle Sessions, et, en août 1957, leur nom apparut pour la première fois dans la réclame que le Cavern publiait dans le Liverpool Echo.
Paul McCartney, âgé de 15 ans, fit ses débuts avec le groupe lors de son retour des vacances d'été, à l'occasion d'une soirée donnée par un club lié au Parti conservateur. McCartney tenait la guitare principale, il bâcla un des solos, mettant tout le groupe ainsi que lui-même en mauvaise posture. Pour sauver la face, il joua à Lennon pendant la pause repos sa première chanson complète, I've Lost My Little Girl. L'écoute de cette chanson incitera Lennon à lui aussi écrire. Les autres membres du groupe à cette soirée étaient Colin Hanton à la batterie, Len Garry à la tea-chest bass, et Eric Griffiths à la guitare.
Les Quarrymen multiplièrent les concerts, dont la Caverne qu'ils animèrent le 24 janvier 1958. Cependant, Lennon perdait petit à petit son intérêt pour le skiffle, et le joueur de banjo Rod Davis finit par quitter le groupe en février 1958. Un ami d'enfance de McCartney, un certain George Harrison, vint jouer avec les "Quarrymen" pour la première fois le 6 février au Wilson Hall, il fut intégré au groupe deux semaines plus tard. Bien que Lennon le considérât au début comme trop jeune (il avait trois ans de plus que lui), il devait reconnaître qu'il était doué.
En mars, Len Garry contracta une méningite (dont il se rétablira plus tard), et fut donc mis en retrait. Eric Griffiths refusa de prendre sa place à la tea-chest bass et quitta le groupe. Peu après ce changement de composition, John Lowe, un autre ami d'école de Paul McCartney, rejoignit les Quarrymen et jouait du piano avec eux lorsque c'était possible.
À l'été 1958, le groupe (composé de Lennon, McCartney, Harrison, Hanton et Lowe) enregistra deux chansons dans le studio de Percy Philips, à Kensington Road, Liverpool. La première était une reprise de That'll Be the Day de Buddy Holly. La seconde était une composition originale écrite par McCartney et Harrison intitulée In Spite of All the Danger, inspirée de Tryin' To Get To You de Elvis. John Lennon chantait sur la première, tandis qu'il assurait les harmonies vocales avec Paul sur la seconde.
John Lowe quitta la formation l'automne suivant, mais le groupe continua de jouer régulièrement, incluant notamment la fête de mariage du frère de George Harrison, le 20 septembre. Après deux représentations supplémentaires, Colin Hanton s'en alla aussi à la suite d'une dispute avec Lennon et McCartney. Il ne fut pas remplacé, et le groupe commença lentement à se désagréger.

#### De très vieux enregistrements
Des enregistrements du groupe ont été produits par un policier nommé Bob Molyneux le samedi 6 juillet 1957 le jour où John Lennon a rencontré Paul McCartney. Sur les enregistrements on entend deux chansons, le tube de Lonnie Donegan Puttin' On The Style, et Baby, Let's Play House d'Elvis Presley. Quand les enregistrements ont été retrouvés par Bob Molyneux, il a vendu la cassette à EMI aux enchères le 15 septembre 1994 pour 78 500 £. À l'époque, c'étaient les enregistrements les plus chers jamais vendus. Il était question de les inclure dans la compilation Anthology 1 mais ils ont été écartés du fait de leur trop mauvaise qualité.

#### Supercherie
Certaines personnes[Qui ?] pensaient que les enregistrements étaient des faux, car le concert principalement connu était celui en plein air, mais un deuxième concert a été donné dans une église. Avec les résonances des murs, certains croyaient qu'il s’agissait d'un faux[réf. nécessaire].

### Des Quarrymen aux Beatles
John Lennon et Paul McCartney continuaient d'écrire des chansons ensemble, et Harrison rejoignit le groupe Les Stewart Quartet, avec Les Stewart et le guitariste Ken Brown. Mona Best ouvrit le Casbah Coffee Club le 29 août 1959, et Ken Brown s'arrangea pour en faire le « quartier général » du groupe. Quand Brown manqua à plusieurs reprises d'aider à décorer la Casbah, Les Stewart refusa de jouer. George Harrison recruta donc Lennon et McCartney pour les aider, et le groupe reprit le nom de Quarrymen. Le 10 octobre, il y eut une dispute entre Mona Best et le groupe à propos du cachet de leur concert du soir. Ken Brown s'était montré à la représentation,  mais avait été trop malade pour faire quoi que ce soit. Mme Best pensait que Ken méritait d'être payé, mais le reste du groupe voulait que sa part soit partagée entre eux. Pour finir, les Quarrymen quittèrent la Casbah, mettant ainsi un terme à leur partenariat.
Le groupe apparut ensuite en tant que « Johnny and the Moondogs » à l'Empire Theatre de Liverpool.  En mai 1960, Lennon, McCartney et Harrison (alors sous le nom « The Silver Beetles ») furent rejoints par Stuart Sutcliffe, un ami de Lennon qui fréquentait lui aussi les Beaux-Arts, et le fils de Mona Best, Pete Best, batteur. Ils essayèrent plusieurs autres noms avant de rester sur The Beatles, pour leurs représentations à Hambourg en août 1960. Quand le groupe revint à Liverpool, Stuart Sutcliffe préféra les quitter et rester à Hambourg. Il restera en contact avec Lennon jusqu'à sa mort en 1962.
En août de cette année, les Beatles écartent Pete Best à l'issue de leur première audition par le patron de Parlophone, George Martin, le 6 juin 1962 aux studios EMI d'Abbey Road à Londres. Martin leur suggéra de changer de batteur et Lennon, McCartney et Harrison qui n'avaient  que peu d'affinités avec Pete Best, décidèrent de le remplacer par Ringo Starr, alors batteur de Rory Storm and The Hurricanes. Il était déjà un musicien expérimenté et s'entendait de plus très bien avec eux. La composition finale des Beatles était en place.

### John Lennon's Quarrymen
En 1997, pour fêter les 40 ans de la rencontre de John Lennon et Paul McCartney, les anciens Quarrymen remontèrent sur scène à la fête de Woolton, à l'endroit exact où ils avaient chanté en 1957. Depuis, le groupe participe régulièrement à des tournées. Pete Shotton a quitté le groupe, et à la suite du décès d'Eric Griffiths, John "Duff" Lowe a réintégré les Quarrymen, suivi par Chass Newby qui avait joué avec les Beatles en décembre 1960.

## Discographie
Note : Il s'agit des albums sortis par les Quarrymen sans Lennon, McCartney ni Harrison. Aucun des Beatles n'a participé à cette discographie.